# 潿洲10-3油田
潿洲10-3油田為中國首個於南海水域開採的油田，位於北部灣盆地，鄰近潿洲島，部分油井曾由中歐合營，目前由中國海洋石油全資持有。另外，擬開採的西部區域，則與兩間國內民營油氣企業合營。

## 概要
潿洲10-3油田位於廣西潿洲島西南面58公里的水域，分為南、北、中及西四區，當中北區油井現已廢棄。
在既有的南、中兩區，設有31口鑽井、1個生活及生產平台，以及相關油管、泊位及儲油輪。至2005年為止，既有區域只剩下8口鑽井仍在生產。
在油田北區停止開採前，則設有6口鑽井及浮動式採油平台（C平台）一座。
而在擬建的油田西區，將設有40口鑽井，並興建採油及生產平台各一座，通過輸油管與毗鄰各油田連接。

## 歷史
因應中央政府引進外資的政策，當局推出南海多個油氣田的開採權。當中，此油田連同鄰近的潿洲12-8油田所在區域，於1980年5月29日由道达尔能源公司投得，為南海第一個達成協議的合營油氣項目。
而在1982-83年期間，勘探人員於潿洲10-3油田現址完成四次試鑽，確定油田位置。經中方人員研究後，中海油於1984年與道達爾續簽合約，決定開發油田，隨後於1986年8月7日開始三年試生產。
由於地質複雜，導致既有區域產量不符標準，道達爾及接手的挪威國家石油公司，先後於1989年及1992年退出，整個項目改由中海油獨營；其後，中海油更一度於2004年初研究將此油田停產，但最後決定維持生產。
1990年代及以後，中海油將生產區域先後向北、西兩個方向擴展。當中，自營的北擴部分於1991年8月15日投產，但在六年後因原油含水量暴升至90%而放棄。而在2018年7月，西擴區域開採權由洛克石油與智慧石油投得，各佔35%及25%權益，另中海油佔40%，並於2023年完成環評程序，準備興建油井設施。
按照現有時間表，西擴區域將於2024年6月起開採。

## 註解
1. ↑  與A、B採油平台連繫，當中B平台為浮動式設計，名為「自強號」
2. ↑  原為「南海希望號」，由二手運油輪改建而成，於1998年8月3日起停用及被拖走
3. ↑  海南礦業公司位於澳洲之全資附屬公司[2]
4. ↑  潛能恆信位於海外之全資附屬公司